# Fichten-Zapfenrübling
Der Fichten-Zapfenrübling oder Fichtenzapfen-Nagelschwamm (Strobilurus esculentus) ist eine Pilzart aus der Gattung der Zapfenrüblinge (Strobilurus). Seine Fruchtkörper wachsen von Oktober bis Mai auf herabgefallenen, gerne im Boden eingesenkten oder unterirdischen Fichtenzapfen.

## Merkmale

### Makroskopische Merkmale

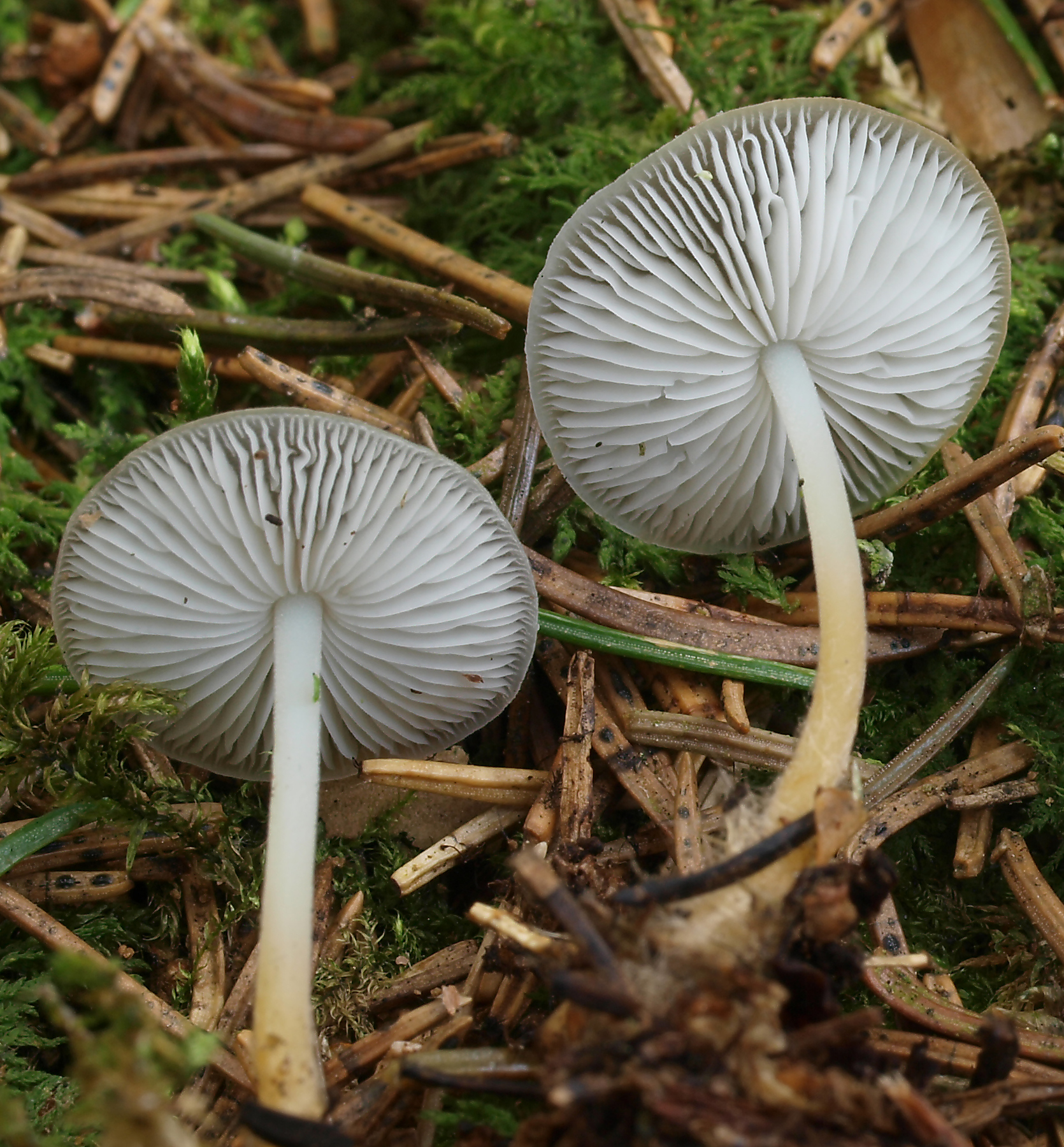
Hutunterseiten des Fichten-Zapfenrüblings (E. esculentus) mit weißlichen Lamellen

Der Hut des Fichten-Zapfenrüblings ist 2–4 cm breit und hat eine kahle Oberfläche. Sein Farbton variiert zwischen Grau, Schokoladenbraun und Umbra. Im Schatten gewachsene Exemplare sind viel heller, horngrau bis fast weiß gefärbt. Unter der Einwirkung von Licht dunkeln sie jedoch schnell nach. Die Lamellen sind leicht gedrängt, breit, dünn und am Stiel abgerundet, sodass sie fast frei stehen. Ihre Farbe bewegt sich zwischen weiß und grau. Die Art verfügt über einen festen und zähen Stiel von 4–10 cm oberirdischer Länge, der innen nur dünn ausgehöhlt ist. Er ist fuchsrötlich oder gelbbraun gefärbt und hat eine glänzende Oberfläche. Seine Spitze ist in der Regel weiß und sitzt einer 6–10 cm langen, faserigen Scheinwurzel auf, die z. B. im Erdreich kriechend aus einem vergrabenen Fichtenzapfen wächst. Fruchtkörper, die aus halboberirdischen Zapfen wachsen, sind meist kleiner und heller; sie weisen nur sehr kurze Scheinwurzeln auf.

### Mikroskopische Merkmale
Die Zystiden des Fichten-Zapfenrüblings sind lanzettförmig bis stumpf spindelig. Sie sind abgerundet und mit einem Kranz von großen Kristallen inkrustiert. Es sind Cheilo-, Pleuro und Dermatozystiden vorhanden, die allesamt über dicke Wände verfügen. Die Hyphensepten der Art besitzen keine Schnallen. Die Trama der Lamellen ist regulär aufgebaut, die Zellen der Huthaut sind hymeniform, ähneln also der Anordnung von Basidien in der Fruchtschicht.

## Ökologie

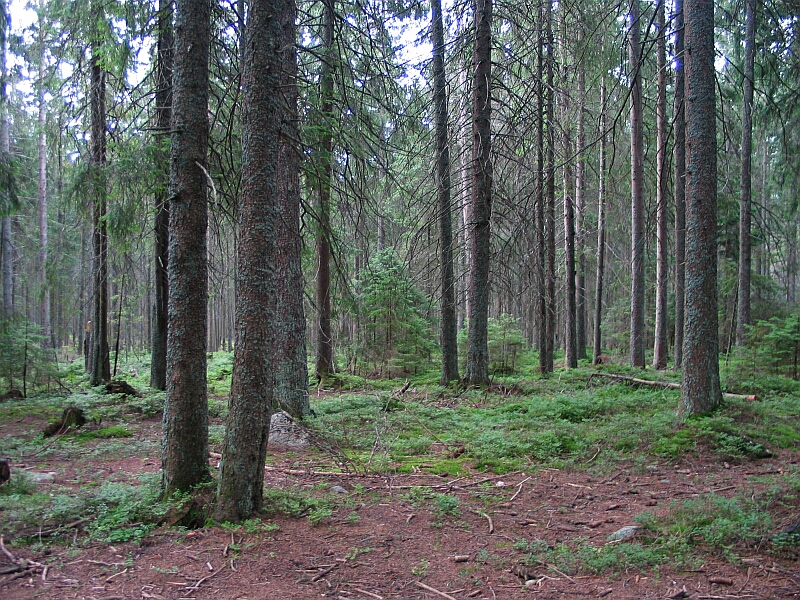
In Fichtenforsten wächst der Fichten-Zapfenrübling (S. esculentus) kurz nach der Schneeschmelze oft in Massen.

Die Art kommt in allen künstlichen oder natürlichen Fichtengesellschaften vor, wobei der Boden ein gewisses Maß an Feuchtigkeit aufweisen muss, um das Wachstum des Pilzes zu gewährleisten. Dazu zählen sowohl Moore als auch Tongruben, Parks oder Uferflächen. Die geologischen und edaphischen Umstände spielen dabei nur eine geringe Rolle. Das Substrat besteht stets aus vergrabenen oder oberirdisch gelegenen Fichtenzapfen.
Die Fruchtkörper der Art erscheinen vorwiegend zwischen Mitte Oktober und Anfang Mai; in höheren Lagen sind sie meist erst ab Ende Februar zu finden. Im Tief- und Hügelland verschiebt sich das Wachstum der Fruchtkörper hingegen meist einen Monat nach vorne. Falls die erforderliche feuchtwarme Witterung herrscht, ist der Fichten-Zapfenrübling auch das ganze Jahr über anzutreffen.

## Verbreitung
Der Fichten-Zapfenrübling ist bisher nur aus Europa bekannt. Dort kommt er mit Ausnahme von Südwesteuropa in allen Regionen und Lagen vor, die nördliche Verbreitungsgrenze markiert in etwa der 68. Breitengrad.

## Systematik
Folgende Varietäten des Fichten-Zapfenrüblings wurden beschrieben:
- Strobilurus esculentus var. esculentus (Wulfen) Singer 1962
- Strobilurus esculentus var. griseus (Schaeffer) Métrod
- Strobilurus esculentus var. montezumae Singer 1973

## Artabgrenzung

### Fichtenzapfen-Helmling

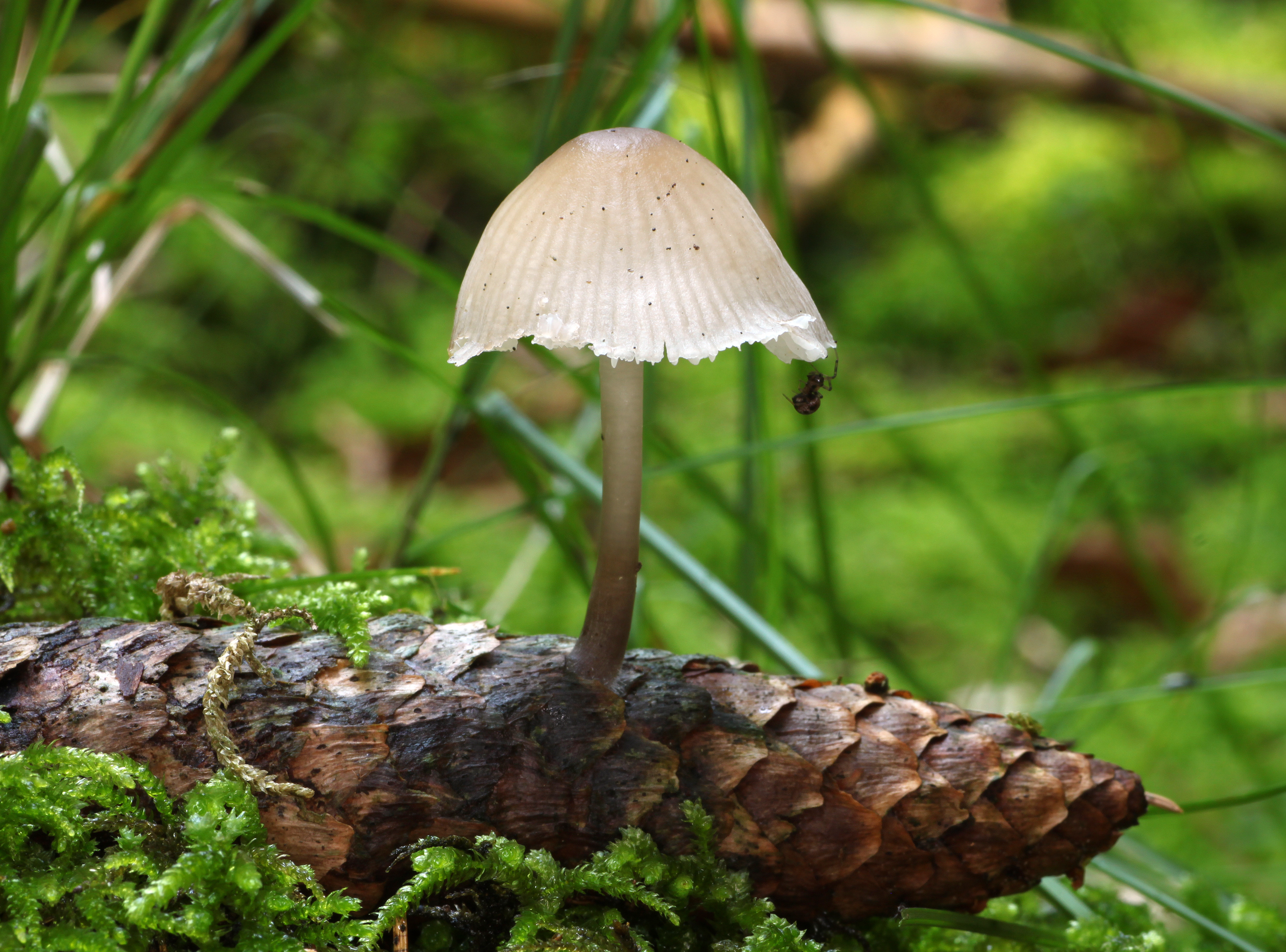
Fichtenzapfen-Helmling
(Mycena strobilicola)

Ein weiterer Spezialist auf Fichtenzapfen, der zur selben Zeit wie der Fichten-Zapfenrübling fruktifiziert, ist der Fichtenzapfen-Helmling (Mycena strobilicola). Er riecht jedoch stechend nach Chlor/Schwimmbad und hat auch im Alter noch einen glockigen Hut.

### Mäuseschwanz-Rübling
Ebenfalls auf Fichtenzapfen kommt der Mäuseschwanz-Rübling (Baeospora myosura) vor. Dessen Fruchtkörper besitzen jedoch dichter stehende Lamellen und keinen so freudig gefärbten Stiel. Die Art ist außerdem nur selten im Frühjahr anzutreffen, während der Fichten-Zapfenrübling oft schon nach der Schneeschmelze einen Massenaspekt bildet.

### Kiefern-Zapfenrüblinge
An Kiefernzapfen wachsen der ähnlich aussehende Milde und der Bittere Kiefern-Zapfenrübling (Strobilurus stephanocystis bzw. S. tenacellus). Die beiden Arten lassen sich jedoch leicht durch ihr spezifisches Substrat Kiefernzapfen von ihrem Verwandten an Fichtenzapfen unterscheiden.